# Micro-région de Mezőkövesd
La micro-région de Mezőkövesd (en hongrois : mezőkövesdi kistérség) est une micro-région statistique hongroise rassemblant plusieurs localités autour de Mezőkövesd.